# Polystachya clareae
Polystachya clareae är en orkidéart som beskrevs av Johan Hermans. Polystachya clareae ingår i släktet Polystachya och familjen orkidéer.
Artens utbredningsområde är Madagaskar. Inga underarter finns listade i Catalogue of Life.